# Klinikum Rosenheim
Das RoMed Klinikum Rosenheim ist das größte Krankenhaus im RoMed-Klinikverbund und Lehrkrankenhaus der Ludwig-Maximilians-Universität München und der Paracelsus Medizinischen Privatuniversität Salzburg. Als Krankenhaus der Schwerpunktversorgung mit überregionalem Versorgungsauftrag versorgt es Patienten aus der Stadt Rosenheim sowie dem südöstlichen Oberbayern.

## Beschreibung
Zum RoMed Klinikverbund gehören Kliniken in Bad Aibling, Prien am Chiemsee und Wasserburg sowie mehrere Medizinische Versorgungszentren. Das Klinikum Rosenheim ist das größte Krankenhaus im RoMed-Klinikverbund mit 622 Betten und 2.000 Mitarbeitenden. Es versorgt jährlich knapp 25.000 stationäre und 42.000 ambulante Patienten im südöstlichen Oberbayern und fungiert als Krankenhaus der Schwerpunktversorgung mit überregionalem Versorgungsauftrag. Der „Klinik-Atlas“ des Bundesministeriums für Gesundheit bewertet den Pflegepersonalquotienten, also das Verhältnis zwischen Pflegekräften und versorgten Patienten als „mittel“, die Patientenanzahl als „sehr viele“. Achtzehn Fachabteilungen gewährleisten die umfassende medizinische Versorgung von Menschen in allen Lebensphasen. Hierzu gehören die zertifizierten Einheiten für Brustschmerz (Chest Pain Unit) und Schlaganfälle (Stroke Unit), die eine sofortige und bestmögliche Versorgung von Herzinfarkt- und Schlaganfallpatienten gewährleisten.
Zum Klinikum gehören hochspezialisierte Zentren wie das Brustzentrum, das Gynäkologische Zentrum, das Onkologische Zentrum und das Viszeralonkologische Zentrum, die Therapiemöglichkeiten für Menschen mit Krebserkrankungen anbieten. Das Perinatalzentrum der höchsten Versorgungsstufe ist für die Betreuung von Risikoschwangerschaften und die Versorgung von Früh- und Neugeborenen ausgestattet. Weitere Kompetenzzentren behandeln Krankheiten wie Diabetes mellitus, Adipositas, Asthma und Schilddrüsenerkrankungen.
Seit 1978 ist das RoMed Klinikum Rosenheim Lehrkrankenhaus der Ludwig-Maximilians-Universität München und seit kurzem auch der Paracelsus Medizinischen Privatuniversität Salzburg. Mit vier Fachschulen bietet das Klinikum umfassende Ausbildungsangebote. Das Klinikum ist nach ISO DIN 9001 zertifiziert. Als erstes Klinikum im RoMed-Klinikverbund und als eines von acht bayerischen Krankenhäusern wurde das Klinikum Rosenheim im Jahr 2023 vom Bayerischen Staatsministerium für Gesundheit, Pflege und Prävention als „Green Hospital Plus“ ausgezeichnet.

## Geschichte
Das heutige RoMed-Klinikum Rosenheim wurde ursprünglich als das erste Rosenheimer Krankenhaus 1813 als Nachfolger des Leprosenhauses errichtet und befand sich am Rand der Altstadt. Mit dem starken Bevölkerungswachstum aufgrund des Eisenbahnanschlusses wurde 1875 ein neues, größeres Gebäude an der Ellmaierstraße erbaut. Dieses Krankenhaus, gestaltet vom Münchner Stadtbaurat Arnold Zenetti, bot eine helle und freundliche Umgebung für die Patienten.
In den 1920er Jahren, nach den Entbehrungen des Ersten Weltkriegs, wurde das Krankenhaus unter der Leitung von Stadtbaurat Ferdinand Schlögl erweitert. Für eine Million Reichsmark wurde das bestehende Gebäude renoviert und vergrößert, um die Kapazität auf 160 bis 180 Betten zu erhöhen. Die Erweiterung von 1928 brachte unter anderem ein beeindruckendes Hauptgebäude mit einem Uhrturm und Plastiken des Münchener Bildhauers Georg Albertshofer.
Nach dem Zweiten Weltkrieg verfügte Rosenheim über zwei Krankenhäuser: das städtische Krankenhaus in der Ellmaierstraße und das provisorische Loreto-Krankenhaus. In den 1950er Jahren wurde die Notwendigkeit eines Neubaus offensichtlich, da die alten Einrichtungen überfüllt und unzureichend waren. 1968 wurde der Neubau an der Ellmaierstraße mit über 700 Betten eröffnet, was das Krankenhaus zu einem der größten in Bayern machte. Die offizielle Bezeichnung „Klinikum“ erhielt es erst 1993, als erneut Modernisierungs- und Erweiterungsarbeiten begonnen wurden.
In den letzten Jahrzehnten wurde das Romed-Klinikum Rosenheim kontinuierlich modernisiert und erweitert. Die Hauptsubstanz des Gebäudes stammt aus den 1960er Jahren, mit mehrfachen Erweiterungen in den 1980er Jahren. Jüngste Projekte umfassen den Abbruch und den Neubau von Haus 2, wodurch eine moderne Intensivstation geschaffen wurde. Diese Maßnahmen, abgeschlossen im Jahr 2021, haben eine effektivere Raumaufteilung und bessere Arbeitsbedingungen ermöglicht.

## Fachabteilungen
Das RoMed Klinikum Rosenheim verfügt über zahlreiche Fachabteilungen, die eine umfassende medizinische Versorgung sicherstellen:
- Anästhesiologie und Operative Intensivmedizin
- Klinik für Allgemein-, Gefäß- und Thoraxchirurgie
- Gynäkologie und Geburtshilfe
- Intensivmedizin
- Klinik für Neugeborenen- und Kinderchirurgie
- Kinder- und Jugendmedizin mit Perinatalzentrum
- Innere Medizin – Kardiologie und Angiologie
- Innere Medizin – Gastroenterologie, Hepatologie, Endokrinologie, Hämatologie und Onkologie
- Innere Medizin – Lungenheilkunde, Beatmungs-, Schlafmedizin, Allergologie, Nephrologie, Rheumatologie
- Klinik für Mund-, Kiefer- und Plastische Gesichtschirurgie
- Neurologische Klinik
- Klinik für Neurochirurgie
- Nuklearmedizin
- Palliativmedizin
- Klinik für Radiologie und Neuroradiologie
- Strahlentherapie
- Unfallchirurgie und Orthopädie
- Klinik für Urologie und Kinderurologie
- Zentrale Notaufnahme

Folgende Fachbereiche werden durch Belegabteilungen abgedeckt:
- Augenheilkunde
- Hals-Nasen-Ohrenheilkunde

## Weitere Einrichtungen und Dienstleistungen
Das RoMed Klinikum Rosenheim bietet neben seinen Fachabteilungen auch eine Vielzahl weiterer Dienstleistungen und Einrichtungen:
- Zentrum für Physiotherapie
- Krankenhausseelsorge
- Klinisches Ethikkomitee
- Patientenfürsprecher
- Psychologische Unterstützung
- Qualitätsmanagement
- Sozial- und Entlassmanagement
- Vertrauliche Geburten und Babyklappe

## Kompetenzzentren
- Brustzentrum
- Cystinose-Zentrum
- Chest-Pain Unit
- Zentrum für schweres Asthma
- Diabetesexzellenzzentrum DDG
- Fußzentrum
- Gynäkologisches Krebszentrum
- Kooperatives Lungenkrebszentrum Oberbayern Süd
- Nierentumorzentrum
- Onkologisches Zentrum
- Perinatalzentrum
- Schlafmedizinisches Zentrum
- Stroke Unit
- Viszeralonkologisches Zentrum
- Überregionales Traumazentrum